# Glycyrrhiza glabra
Cam thảo nhẵn hay cam thảo (danh pháp khoa học: Glycyrrhiza glabra) là một loài thực vật có hoa trong họ Đậu. Loài này được Carl Linnaeus miêu tả khoa học đầu tiên năm 1753.
Tên gọi trong tiếng Trung là 洋甘草 (dương cam thảo); tiếng Nga là лакрица, лакричник, солодка голая, солодка гладкая; tiếng Anh là liquorice, licorice; tiếng Pháp là réglisse.

## Từ nguyên
Tính từ định danh glabra là tiếng Latinh nghĩa là nhẵn nhụi, để nói tới các quả đậu với vỏ quả nhẵn nhụi, như trong mô tả của Linnaeus (Leguminibus glabris).

## Phân bố
Loài này có trong khu vực từ Nam Âu (Italia) về phía đông qua Nga, Thổ Nhĩ Kỳ, các quốc gia Trung Á tới Mông Cổ, Trung Quốc, về phía đông nam qua Trung Đông tới Arab Saudia, Iran và Pakistan. Loài này cũng du nhập vào các quốc gia và khu vực như Pháp, Tây Ban Nha, Bồ Đào Nha, Hungary, Cộng hòa Séc, Slovakia, Thụy Sĩ, Algeria, Ai Cập, Bangladesh, Nam Phi, Australia, Việt Nam, Bắc Mỹ. Môi trường sống là ven các trang trại, vệ đường, các khu vực đất mặn; cao độ 500-1.300 m. 

## Mô tả
Cây thảo lâu năm. Thân cao 50-150 cm, hóa gỗ ở gốc, rậm lông màu trắng, là lông tuyến dạng vảy có mạch hỗ. Lá 5-14 cm, 11-17 lá chét; lá kèm sớm rụng, thẳng, 1-2 mm; cuống lá rậm lông tuyến màu vàng-nâu và lông nhung; lá chét hình trứng-thuôn dài, thuôn dài-hình mác hoặc hình elip, 1,7-4 × 0,8-2 cm, mặt xa trục rậm lông tuyến dạng vảy có mạch hỗ màu vàng và lông tơ trên các gân, mặt gần trục có lông sau nhẵn nhụi hoặc nhiều lông, đáy thuôn tròn, đỉnh thuôn tròn hoặc rộng đầu và với mấu nhọn. Cành hoa nhiều và dày đặc hoa; trục hoa rậm lông tuyến dạng vảy màu nâu có mạch hỗ, lông nhung và lông măng màu trắng; lá bắc hình mác, ~2 mm, dạng màng. Đài hoa hình chuông, 5-7 mm, thưa lông tuyến màu vàng có mạch hỗ và lông tơ, 5 răng; 2 răng trên hợp lại phần lớn. Tràng hoa màu tía hay tía sáng, 9-12 mm; cánh cờ hình trứng hay thuôn dài, 1-1,1 cm, đáy có vuốt, đỉnh tù; cánh bên 8-9 mm; kcánh lưng thẳng, 7-8 mm. Bầu nhụy nhẵn nhụi. Quả đậu thuôn dài, phẳng, 17-35 × 4,5-7 mm, hiếm khi co lại ở khoảng giữa các hạt, nhẵn nhụi hoặc thưa lông, hiếm khi có lông tuyến. Hạt 2-8, màu xanh lục sẫm, đường kính ~2 mm, nhẵn bóng. Ra hoa tháng 5-6, tạo quả tháng 7-9. 2n = 16.

## Hình ảnh

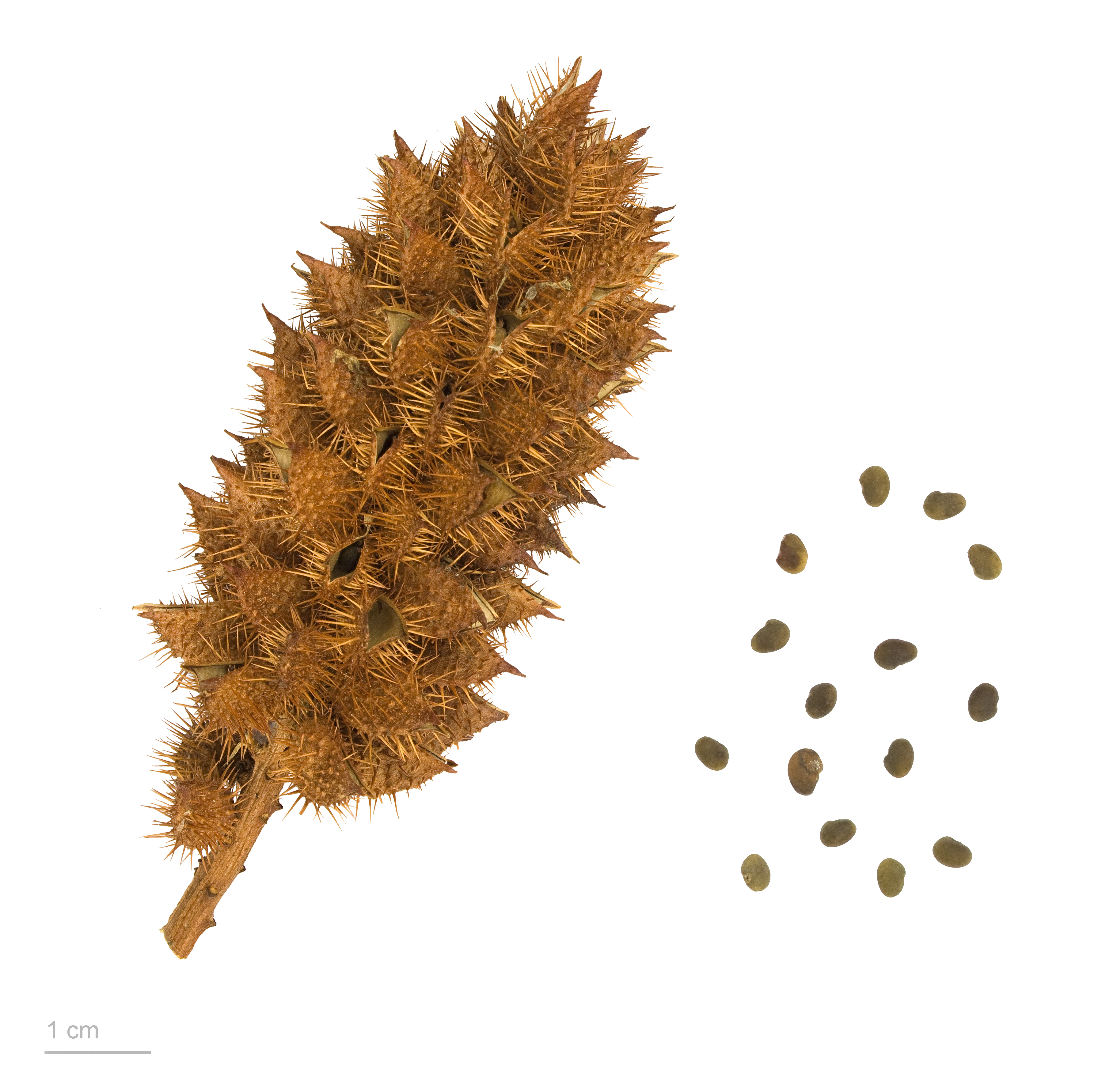
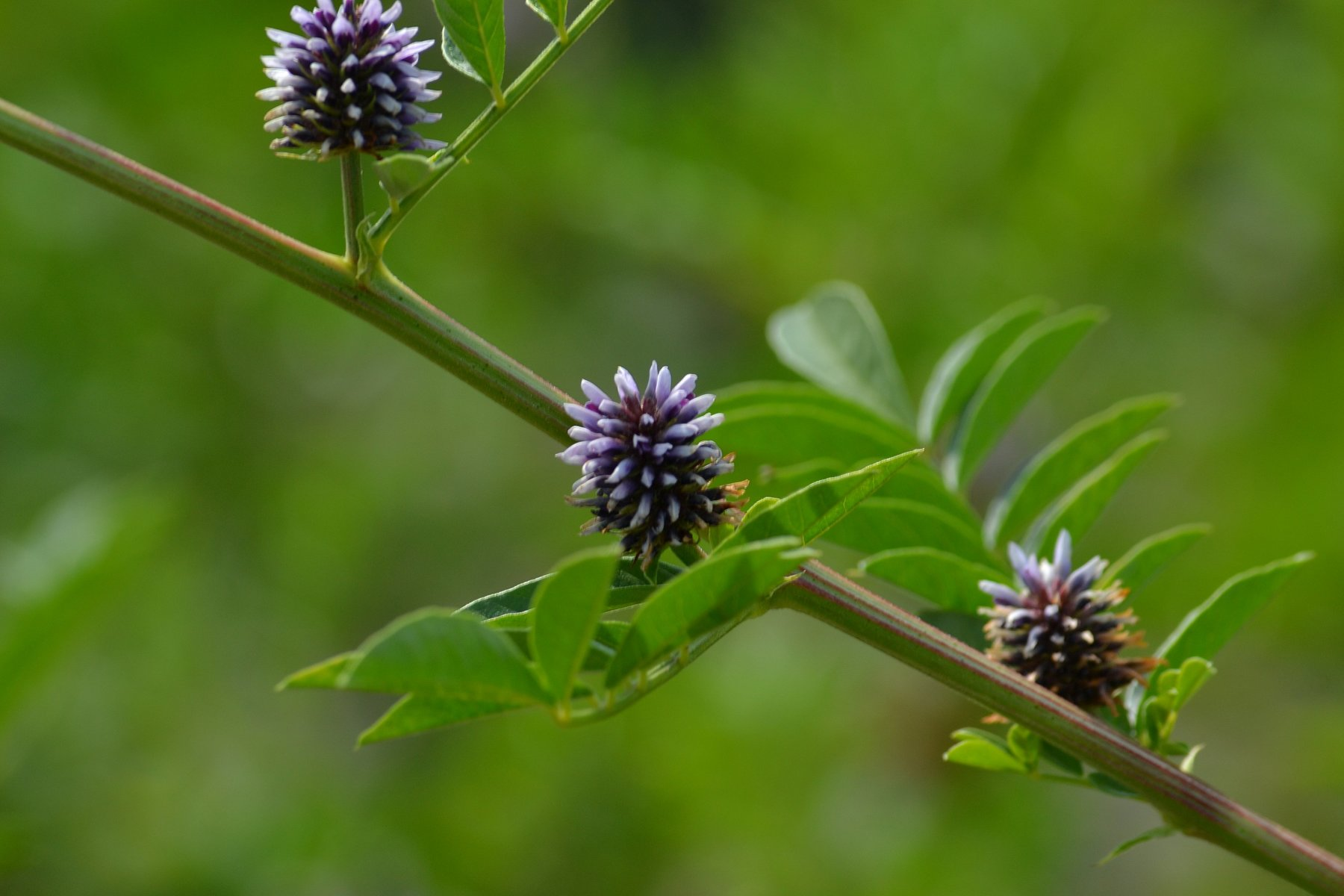
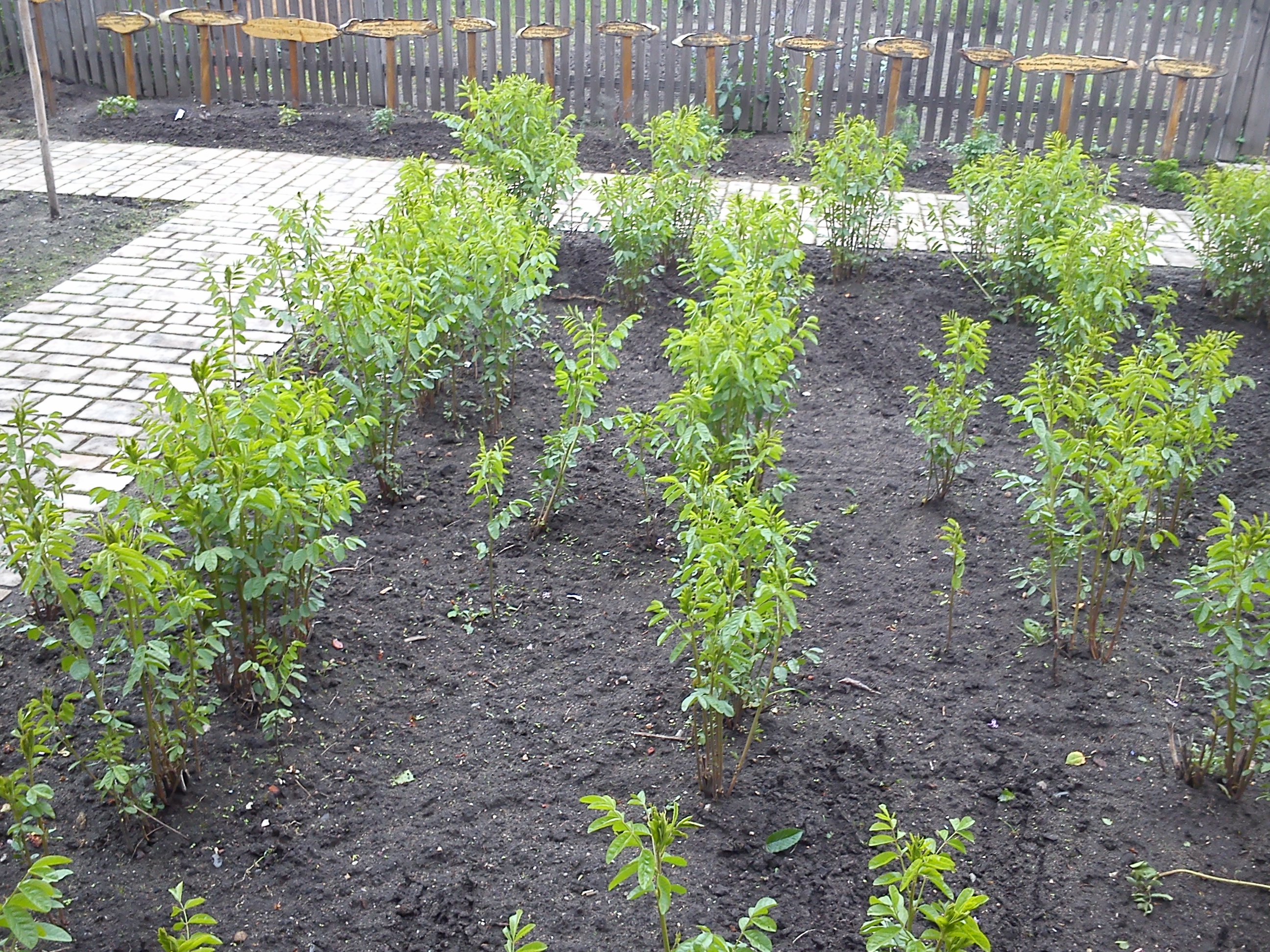
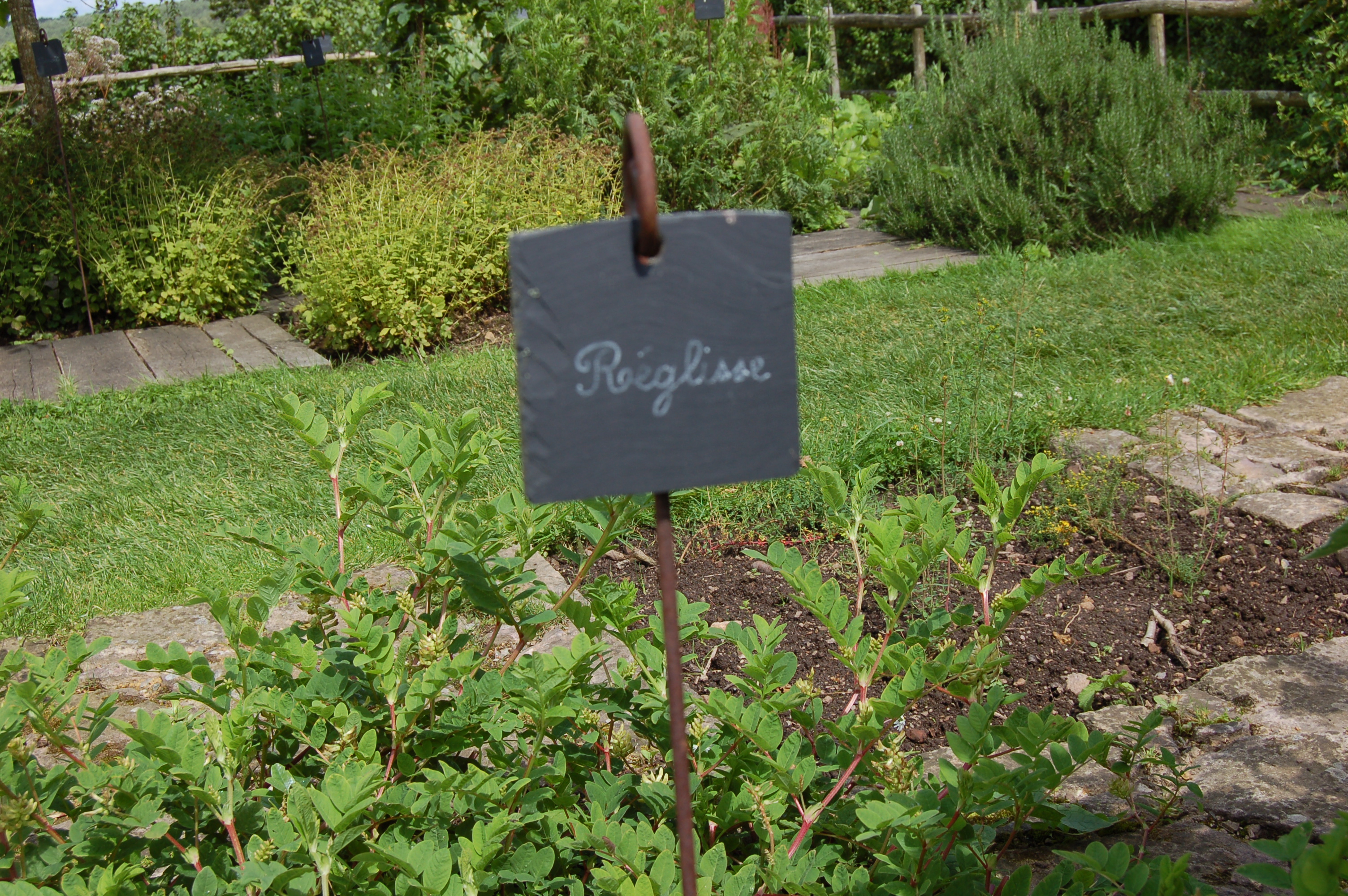
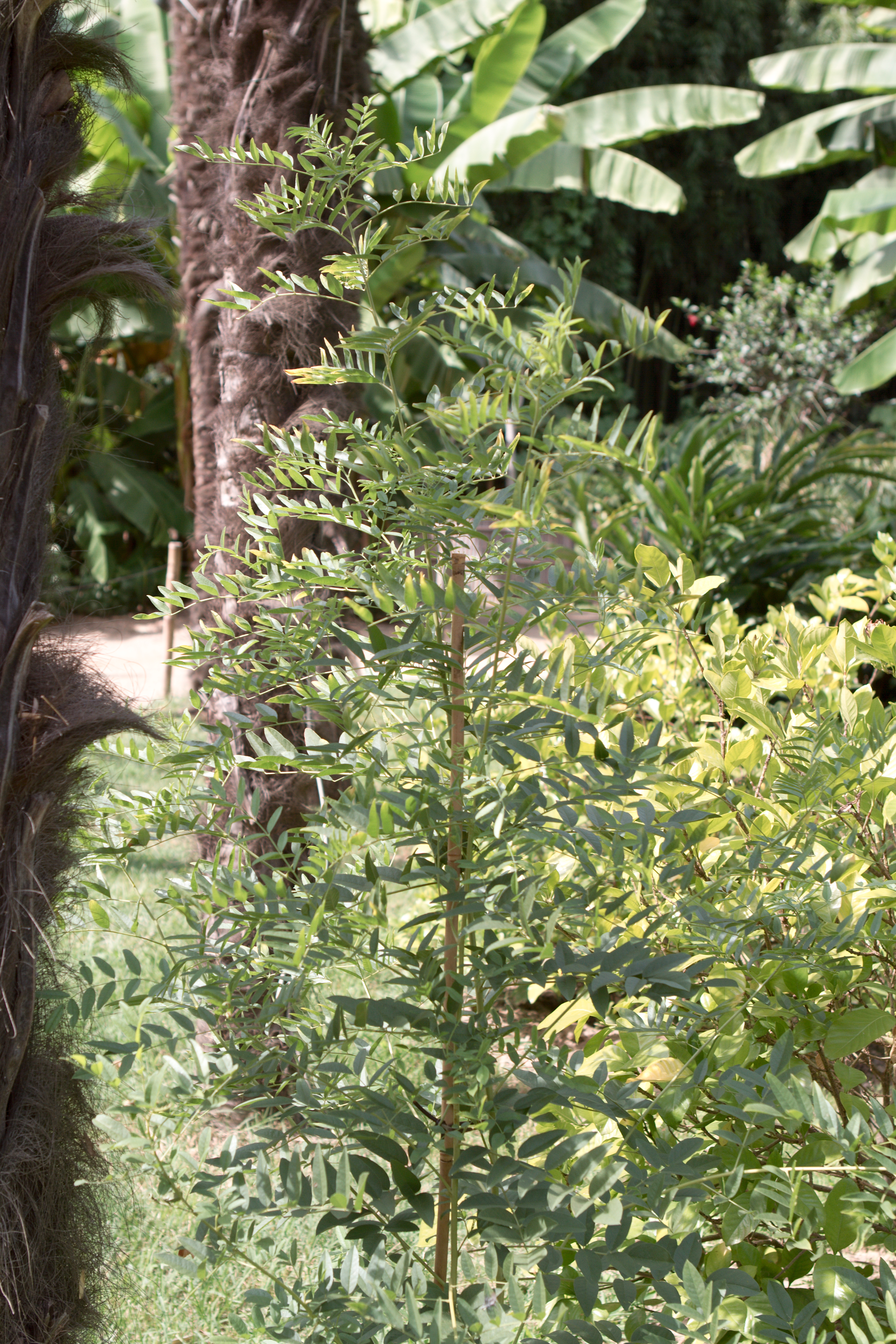